# Беч (гміна)
Гміна Беч (пол. Gmina Biecz) — місько-сільська гміна у південній Польщі. Належить до Горлицького повіту Малопольського воєводства.
Станом на 31 грудня 2011 у гміні проживало 17095 осіб.

## Площа
Згідно з даними за 2007 рік площа гміни становила 99.28 км², у тому числі:
- орні землі: 75.00%
- ліси: 14.00%

Таким чином, площа гміни становить 10.26% площі повіту.

## Населення
Станом на 31 грудня 2011:
| Опис     | Загалом | Загалом | Чоловіки | Чоловіки | Жінки | Жінки |
| -------- | ------- | ------- | -------- | -------- | ----- | ----- |
| одиниця  | осіб    | %       | осіб     | %        | осіб  | %     |
| все      | 17095   | 100     | 8401     | 49.14    | 8694  | 50.86 |
| міське   | 4690    | 100     | 2274     | 48.49    | 2416  | 51.51 |
| сільське | 12405   | 100     | 6127     | 49.39    | 6278  | 50.61 |

## Історія
1 серпня 1934 р. було створено об'єднану гміну Бєч у Горлицькому повіті. До неї увійшли сільські громади: Бінарова, Буґай, Ґлембока, Ґрудна-Кемпська, Клєнчани, Корчина, Квятоновіце, Лібуша, Рацлавиці, Розембарк, Стшешин.

## Сусідні гміни
Гміна Беч межує з такими гмінами: Горлиці, Жепенник-Стшижевський, Ліпінкі, Мощениця, Сколишин, Шежини.